# Вильфранш (Жер)
Вильфра́нш (фр. Villefranche) — коммуна во Франции, находится в регионе Юг — Пиренеи. Департамент — Жер. Входит в состав кантона Ломбес. Округ коммуны — Ош.
Код INSEE коммуны — 32465.

## География
Коммуна расположена приблизительно в 620 км к югу от Парижа, в 65 км западнее Тулузы, в 28 км к юго-восточнее от Оша.
По территории коммуны протекает река Жимон.

## Климат
Климат умеренно-океанический. Лето жаркое и немного дождливое, температура часто превышает 35 °С. Зимой часто бывает отрицательная температура и ночные заморозки. Годовое количество осадков — 700—900 мм.

## Население
Население коммуны на 2010 год составляло 164 человека.
| 1962 | 1968 | 1975 | 1982 | 1990 | 1999 | 2010 |
| ---- | ---- | ---- | ---- | ---- | ---- | ---- |
| 246  | 213  | 180  | 154  | 153  | 138  | 164  |

## Администрация
| Период | Период | Фамилия         | Партия | Примечания |
| ------ | ------ | --------------- | ------ | ---------- |
| 2001   | 2008   | Морис Пер       |        |            |
| 2008   | 2014   | Клод Соль Виду  |        |            |
| 2014   | 2020   | Бернар Монлибос |        |            |

## Экономика
В 2010 году среди 91 человека трудоспособного возраста (15-64 лет) 60 были экономически активными, 31 — неактивными (показатель активности — 65,9 %, в 1999 году было 67,9 %). Из 60 активных жителей работали 46 человек (21 мужчина и 25 женщин), безработных было 14 (8 мужчин и 6 женщин). Среди 31 неактивных 5 человек были учениками или студентами, 15 — пенсионерами, 11 были неактивными по другим причинам.

## Достопримечательности
- Ферма Прью (1947 год). Исторический памятник с 1995 года[4]

## Фотогалерея

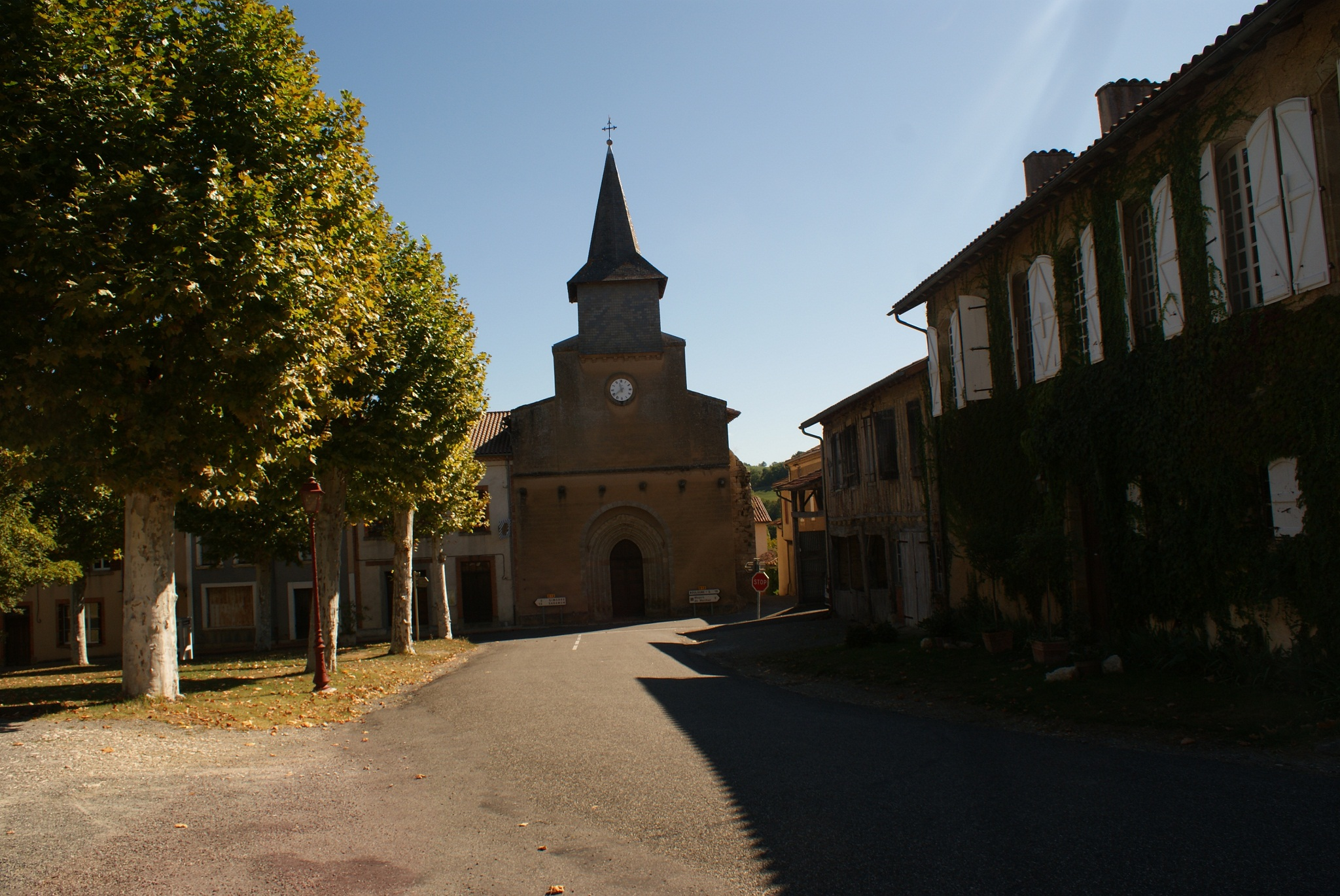
Церковь Св. Винсента
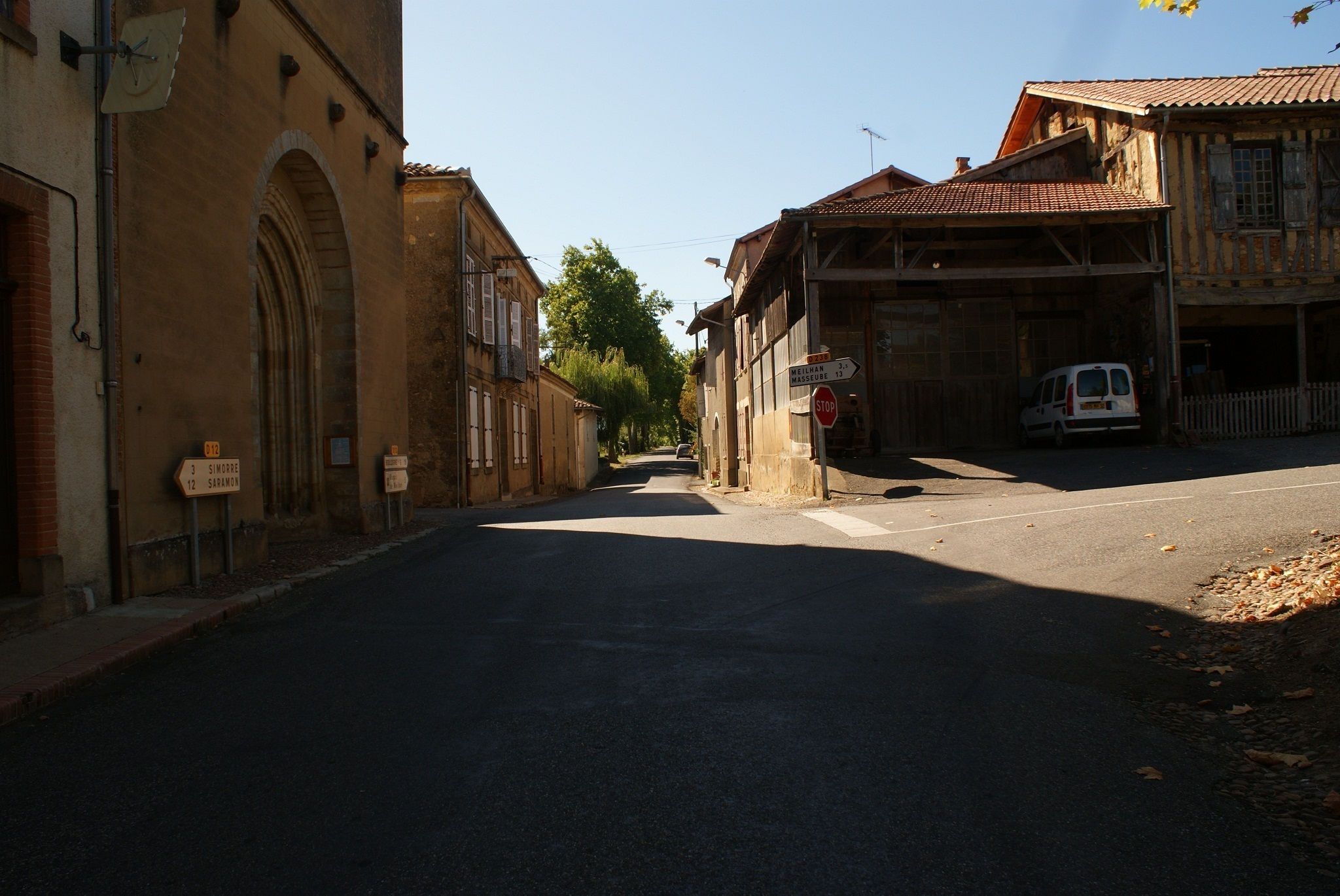
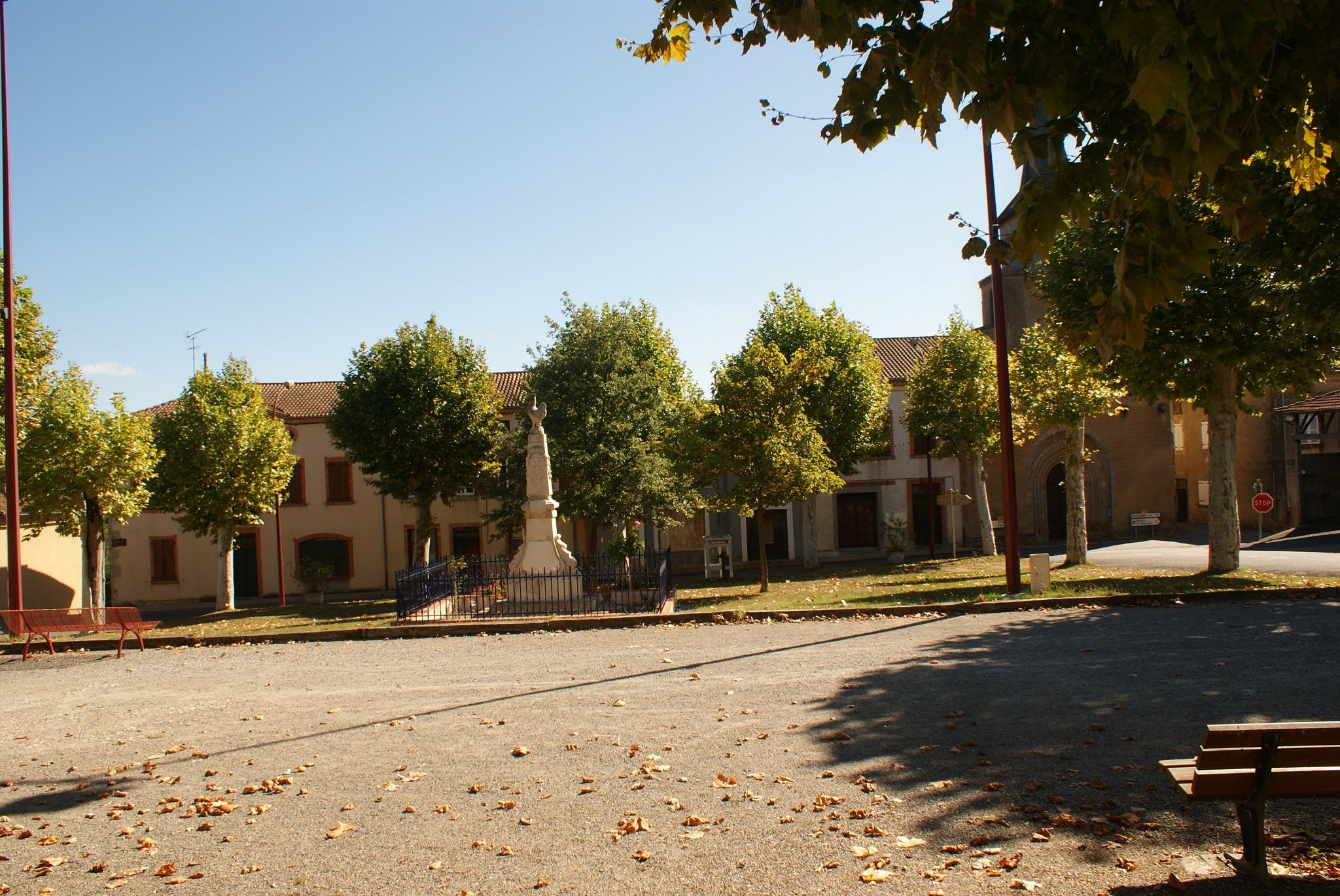
Военный мемориал
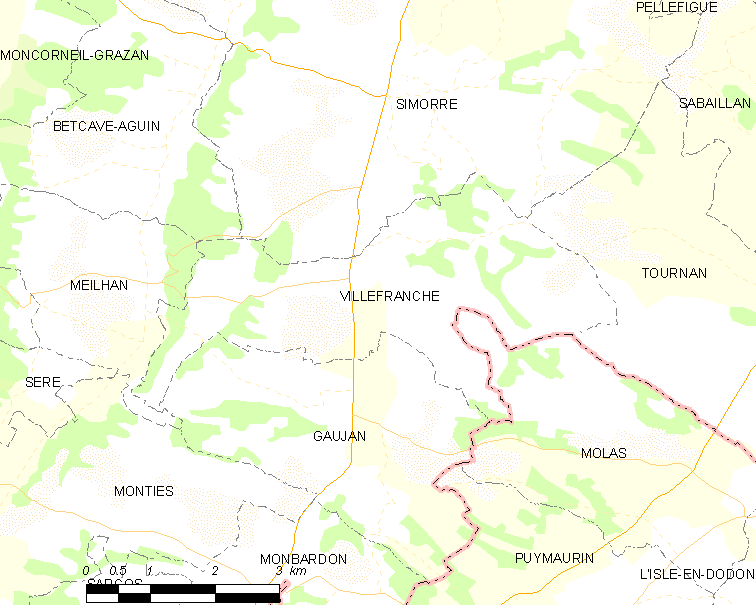
Карта коммуны